# Сисили Ајланд (Луизијана)
Сисили Ајланд (енгл. Sicily Island) град је у америчкој савезној држави Луизијана.

## Демографија
По попису из 2010. године број становника је 526, што је 73 (16,1%) становника више него 2000. године.
| Група             | 2000.       | 2010.       |
| Белци             | 203 (44,8%) | 180 (34,2%) |
| Афроамериканци    | 247 (54,5%) | 337 (64,1%) |
| Азијати           | 0 (0,0%)    | 1 (0,2%)    |
| Хиспаноамериканци | 4 (0,9%)    | 2 (0,4%)    |
| Укупно            | 453         | 526         |